# توازن بيئي

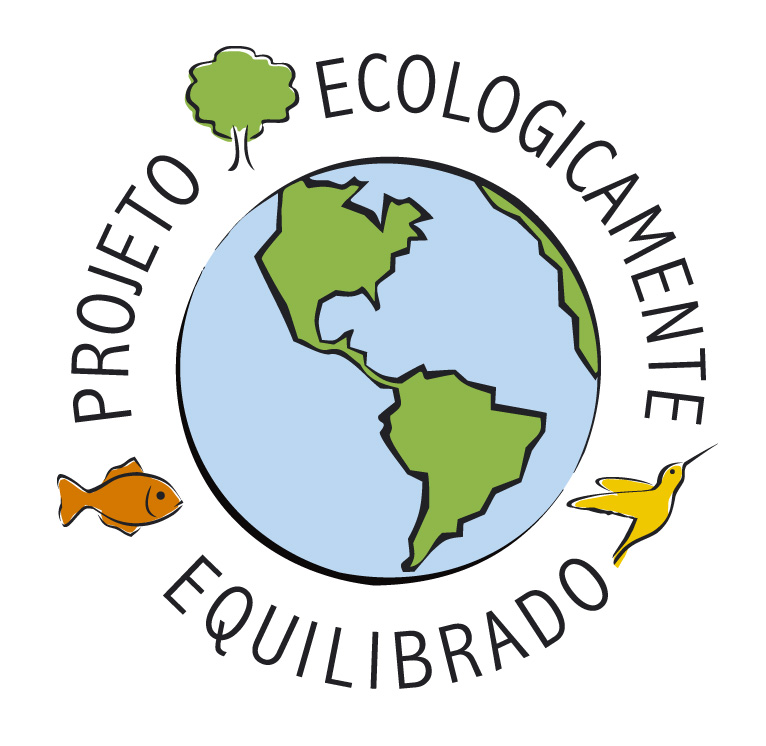

التوازن البيئي أو توازن الطبيعة يمكن تعريف التوازن البيئي على أنه بقاء مكونات وعناصر البيئة الطبيعية على حالتها. إن أكثر مؤثر على البيئة هو الإنسان، فقد بدأ الإنسان يغير في البيئة تغييرا كبيرا ويخل بالتوازن البيئي منذ أن بدأ ثورته الصناعية وكان لسوء استعمال الأرض أيضا نتائج عديدة أقلها تطاير غطاء التربة الناعم بالرياح وتعرية ما تحت الغطاء من تربة، ومع تزايد عدد السكان ونتيجة لاستعمال الناس للآلات والأجهزة التكنولوجية المختلفة تزايد تدخل الإنسان في توازن البيئة، وأخذت التغييرات التي نتجت عن تدخله تتوالى وتتضخم .

## مكونات التوازن البيئي
العلاقة متكاملة بين جميع عناصر البيئة فأشعة الشمس والنبات والحيوان والبلد والإنسان وبعض مكونات الغلاف الغازي في إتزان مستمر، ومن هنا لا بد من الحديث عن بعض الدورات لبعض المواد حيث تدخل وتسري في المكونات الحياتية والطبيعية ثم ما تلبث أن تعود إلى شكلها الأصلي .
للمحافظه على تعريف التوازن البيئي يجب المحافظة على العلاقة بين مكونات البيئة حيث هناك علاقة وثيقة بين العناصر الطبيعية والحياتية الموجودة حول وداخل سطح الكرة الأرضية ومكوناتها المختلفة، تبرز من خلال علاقات وارتباطات وظيفية معقدة ترتبط جميعها بما يسمى بالنظام البيئي ، فالنظام البيئي يعرف على أنه التفاعل المنظم والمستمر بين عناصر البيئة الحية وغير الحية، وما يولده هذا التفاعل من توازن بين عناصر البيئة، أما التوازن البيئي فمعناه قدرة البيئة الطبيعية على إعالة الحياة على سطح الأرض دون مشكلات أو مخاطر تمس الحياة البشرية .
ولعل التوازن البيئي على سطح الكرة الأرضية ما هو إلا جزء من التوازن الدقيق في نظام الكون، وهذا يعني أن عناصر البيئة تحافظ على وجودها ونسبها كما أوجدها الله، ولكن الإنسان بلغ في تأثيره على بيئته مراحل تنذر بالخطر، إذ تجاوز في بعض الأحوال قدرة النظام البيئي الطبيعي على احتمال هذه التغيرات، وإحداث اختلالات بيئية تكاد تهدد حياة الإنسان وبقائه على سطح الأرض .

## اختلال التوازن البيئي
للحديث عن أسباب اختلال التوازن البيئي لا بد من التعرف إلى مكونات النظام البيئي وهي العناصر غير الحية كالماء والهواء و التربة والمعادن، العناصر الحية المنتجة كالكائنات الحية النباتية والتي تصنع غذائها بنفسها من عناصر غير حية، العناصر الحية المستهلكة كالحيوانات العشبية واللاحمة و الإنسان، المحللات وهي التي تقوم بتحليل المواد العضوية إلى مواد يسهل امتصاصها وتتضمن البكتيريا والفطريات.
أسباب اختلال التوازن البيئي نابعة من تغير الظروف الطبيعية فعندما تصاب منطقة بالجفاف مثلا، فإن التوازن البيئي يختل نتيجة لدمار الغطاء النباتي ومايتبع ذلك من اثار ضارة على حيوانات البيئة ومن أسباب اختلال التوازن البيئي إدخال كائن ما في بيئة جديدة حيث غزت الأرانب أستراليا وتكاثرت بمعزل عن أعدائها الطبيعيين وأخلت بالتوازن البيئي من خلال قيامها باتلاف الغابات حتى لم تعد تجد الغذاء لنفسها فهلكت وهلك معها عدد كبير من الكائنات الأخرى.
و من أسباب اختلال التوازن البيئي القضاء على بعض كائنات البيئة فعندما اشتكى فلاحو إحدى الولايات المتحدة الأمريكية في فتك البوم والصقور لفراخها وتم التخلص من 125ألف طير خلال عام ونصف، فانتشرت الفئران وأحدثت خسائر أكبر جسامة بالمزروعات كذلك حدث خلل في التوازن البيئي، وعندما استخدمت المبيدات كأساس في مقاومة دودة القطن وأهملت التقنية اليدوية، انتشرت آفات عديدة كالعنكبوت الأحمر والحفار لأن المبيدات قضت على الأعداء الطبيعيين لهذه الافات، وهذا مثال على ما يعرف بتأثير الشلال الغذائي الناتج عن إزالة المفترسات العليا.
وحول أسباب اختلال التوازن البيئي فنقلا عن تقرير المنظمة العالمية للحساسية، أن هناك نحو 300 مليون شخص في شتى أنحاء العالم مصابون بالربو ، نحو 50 في المئة منهم يعيشون في البلدان النامية، إضافة إلا أنه مع الارتفاع الحالي بعدد الأطفال المصابين بالحساسية فإننا نتوقع زيادة ملحوظة في عدد المصابين بالحساسية من البالغين خلال السنوات القادمة.

## أنظر أيضاً
- الشلال الغذائي